# Liste der Einträge im National Register of Historic Places im Carlton County

Lage des Carlton County in Minnesota

Die Liste der Einträge im National Register of Historic Places im Carlton County in Minnesota führt alle Bauwerke und historischen Stätten im Carlton County auf, die in das National Register of Historic Places aufgenommen wurden.

## Legende
| NRHP | Historic Place    |
| HD   | Historic District |

## Aktuelle Einträge
| [ 2 ] | Name                                                     | Bild                                                     | Eintragsdatum        | Lage                                                                    | Ort              | Beschreibung |
| ----- | -------------------------------------------------------- | -------------------------------------------------------- | -------------------- | ----------------------------------------------------------------------- | ---------------- | --- |
| 1     | Carlton County Courthouse                                | Carlton County Courthouse                                | 1985 ID-Nr. 85001926 | 301 Walnut Avenue 46° 39′ 54″ N, 92° 25′ 28″ W                          | Carlton          | In den 1920er Jahren im Stil der Neorenaissance errichtetes Gerichts- und Verwaltungsgebäude                                                                           |
| 2     | Church of Sts. Joseph and Mary-Catholic                  | Church of Sts. Joseph and Mary-Catholic                  | 1984 ID-Nr. 84001409 | Mission Road 46° 41′ 3″ N, 92° 38′ 12″ W                                | Cloquet          | 1884 als Blockhütte errichtete Kirche katholischer Ojibwa |
| 3     | Cloquet City Hall                                        | Cloquet City Hall                                        | 1985 ID-Nr. 85002312 | Avenue B Ecke Arch Street 46° 43′ 23,4″ N, 92° 27′ 53,9″ W              | Cloquet          | 1920 im Stil der Neorenaissance errichtetes Rathaus |
| 4     | Cloquet-Northern Office Building                         | Cloquet-Northern Office Building                         | 1985 ID-Nr. 85001925 | Avenue C Ecke Arch Street 46° 43′ 20,6″ N, 92° 27′ 52,8″ W              | Cloquet          | 1918 nach einem Feuer rekonstruiertes Bürogebäude |
| 5     | Grand Portage of the St. Louis River                     |                                                          | 1973 ID-Nr. 73000966 | Abseits der MN 210 im Jay Cooke State Park 46° 40′ 23″ N, 92° 19′ 17″ W | Thomson Township | State Park um die Stromschnellen des Saint Louis River |
| 6     | Jay Cooke State Park CCC/Rustic Style Historic District  | Jay Cooke State Park CCC/Rustic Style Historic District  | 1992 ID-Nr. 89001665 | Abseits der MN 210 46° 39′ 15,5″ N, 92° 22′ 16,7″ W                     | Thomson Township | Um 1940 im Rahmen einer Arbeitsbeschaffungsmaßnahme vom Civilian Conservation Corps und von der Works Progress Administration errichteter Gasthof und eine Brücke      |
| 7     | Jay Cooke State Park CCC/WPA/Rustic Style Picnic Grounds | Jay Cooke State Park CCC/WPA/Rustic Style Picnic Grounds | 1992 ID-Nr. 92000640 | Abseits der MN 210 46° 39′ 20″ N, 92° 21′ 8″ W                          | Thomson Township | Um 1940 im Rahmen einer Arbeitsbeschaffungsmaßnahme vom Civilian Conservation Corps und von der Works Progress Administration errichtete Einrichtungen des State Parks |
| 8     | Jay Cooke State Park CCC/WPA/Rustic Style Service Yard   |                                                          | 1992 ID-Nr. 89001665 | Abseits der MN 210 46° 39′ 40″ N, 92° 20′ 50″ W                         | Thomson Township | Um 1940 im Rahmen einer Arbeitsbeschaffungsmaßnahme vom Civilian Conservation Corps und von der Works Progress Administration errichtete Einrichtungen des State Parks |
| 9     | R. W. Lindholm Service Station                           | R. W. Lindholm Service Station                           | 1985 ID-Nr. 85002202 | 202 Cloquet Avenue 46° 43′ 17″ N, 92° 27′ 39″ W                         | Cloquet          | 1958 durch den Architekten Frank Lloyd Wright errichtete Tankstelle |
| 10    | Minneapolis, St. Paul and Sault Ste. Marie Depot         | Minneapolis, St. Paul and Sault Ste. Marie Depot         | 1994 ID-Nr. 86003813 | 840 Folz Boulevard 46° 27′ 14″ N, 92° 46′ 7″ W                          | Moose Lake       | 1907 errichtetes hölzernes Bahnhofsgebäude der SOO Line Railroad; heute Museum der Moose Lake Area Historical Society                                                  |
| 11    | Northeastern Hotel                                       | Northeastern Hotel                                       | 1984 ID-Nr. 84000218 | 115 Saint Louis Avenue 46° 43′ 32,7″ N, 92° 27′ 49″ W                   | Cloquet          | 1904 errichtetes Hotel |
| 12    | Henry C. Oldenburg House                                 | Henry C. Oldenburg House                                 | 2006 ID-Nr. 06001183 | 604 Chestnut Street 46° 39′ 49,3″ N, 92° 25′ 5,5″ W                     | Carlton          | 1894 errichtetes Wohnhaus eines lokalen Politikers |
| 13    | Park Place Historic District                             | Park Place Historic District                             | 1985 ID-Nr. 85001924 | 1, 512, 520 und 528 Park Place 46° 43′ 16,5″ N, 92° 28′ 8,1″ W          | Cloquet          | Vier 1919 für Mitarbeiter der Firma Weyerhaeuser errichtete hölzerne Wohnhäuser                                                                                        |
| 14    | Shaw Memorial Library                                    | Shaw Memorial Library                                    | 1985 ID-Nr. 85001927 | 406 Cloquet Avenue 46° 43′ 17″ N, 92° 27′ 32″ W                         | Cloquet          | 1920 im Stil der Neorenaissance errichtete Bibliothek; heute Museum der Carlton County Historical Society                                                              |

## Frühere Einträge
| [ 2 ] | Name                                                  | Bild                                                  | Eintragsdatum        | Lage                                  | Ort               | Beschreibung                                             |
| ----- | ----------------------------------------------------- | ----------------------------------------------------- | -------------------- | ------------------------------------- | ----------------- | -------------------------------------------------------- |
| 1     | Kalevala Finnish Evangelical National Lutheran Church | Kalevala Finnish Evangelical National Lutheran Church | 1998 ID-Nr. 98001218 | MN 73 46° 32′ 7,7″ N, 92° 54′ 23,9″ W | Kalevala Township | 1915 errichtete Kirche, 2006 aus dem Register gestrichen |